# Grónská církev
Grónská církev (grónsky Ilagiit), tvořená grónskou diecézí, je oficiální luteránskou církví v Grónsku pod vedením grónského biskupa, kterým je v současnosti Paneeraq Siegstad Munk. Grónská církev je částečně nezávislá na dánské církvi, nicméně je stále považována za diecézi dánské národní církve.

## Historie
Historicky (před reformacemi) byla grónská diecéze známá jako diecéze Garðar. Tato starobylá diecéze zanikla ve 14. století smrtí biskupa Álfura v roce 1378. Přesto byli až do roku 1537 jmenováni biskupové, žádný z nich však do Grónska nikdy nedorazil. V letech 1905 až 1923 bylo Grónsko součástí dnes již zaniklé diecéze Zéland. Od roku 1923 do roku 1993 bylo součástí Kodaňské diecéze. V roce 1980 byl z pověření kodaňského biskupa jmenován biskup pro Grónsko. Diecéze byla obnovena až v roce 1993, kdy vznikla Grónská diecéze, nezávislou na diecézi kodaňské.

Dělení Grónské diecéze

## Nezávislost
Grónská církev je stejně jako ostatní instituce na území Grónska řízena z Dánska, avšak s velkou mírou autonomie. Grónská církev se skládá z jediné diecéze, která je součástí dánské církve, ale stále více směřuje k úplné nezávislosti.
V tomto ohledu následuje příkladu církve Faerských ostrovů, která je rovněž jedinou diecézí a úplné nezávislosti na dánské církvi dosáhla v červenci 2007. Dne 21. června 2009 převzala grónskou církev místní vláda Grónska, jejíž financování i legislativa nyní spadají pod grónskou vládu, na rozdíl od ostatních diecézí dánské církve, které spadají pod dánský parlament. Nicméně grónská církev je stále diecézí dánské církve.

## Struktura
Stejně jako ostatní evangelické biskupské luterské církve uznává Grónská církev historickou trojí službu biskupů, kněží a jáhnů; uznává dvě dominantní svátosti, křest a eucharistii; poskytuje liturgie pro další obřady včetně biřmování, sňatku, svěcení, zpovědi a pohřbu; její víra je založena na Písmu svatém, starobylých vyznáních víry a Augsburském vyznání.
Je v plném společenství s ostatními luterskými církvemi severských a pobaltských států a s anglikánskými církvemi na britských ostrovech.
Duchovní, kteří spolupracují s místními farními radami, ale jsou vysvěceni a dozorováni biskupem, pracují v síti sedmnácti farností s kostely a kaplemi po celém Grónsku. Čtyři starší kněží mají titul "děkan" - jeden jako děkan katedrálního kostela a tři jako oblastní děkani pro tři děkanáty, což je správní struktura mezi úrovní diecéze a úrovní místních farností.